# Californische rog
De Californische rog (Caliraja inornata) is een vissensoort uit de familie van de Rajidae. De wetenschappelijke naam van de soort is voor het eerst geldig gepubliceerd in 1881 door Jordan & Gilbert.